# 四無量心
四無量心（しむりょうしん、梵: apramāṇya, 巴: appamaññā, 蔵: tshad med bzhi）とは、止（サマタ）の対象である四十業処の一部。他の生命に対する自他怨親なく平等で、過度の心配などのない、落ち着いた気持ちを持つことをいう。 四梵住（しぼんじゅう、梵，巴: brahmavihāra）、四梵行（しぼんぎょう）ともいう。
- 慈無量心（梵: maitrī, 巴: mettā, 蔵: byams pa） - 「慈しみ」、相手の楽を望む心[2]。
- 悲無量心（梵，巴: karuṇā, 蔵: snying rje） - 「憐れみ」、苦を抜いてあげたいと思う心[2]。
- 喜無量心（梵，巴: muditā, 蔵: dga' ba） - 「喜び」、相手の幸福を共に喜ぶ心。
- 捨無量心（梵: upekṣā，巴: upekkhā, 蔵: btang snyoms） - 「平静」、相手に対する平静で落ち着いた心。動揺しない落ち着いた心を指す。なお上座部教学の集成者であるブッダゴーサは、『清浄道論』(Visuddhi-Magga)において、単なる無関心を「無智捨」と呼び、捨無量心とは似て非なるものとしている。[3]

四無量心を行うことにより業を消滅せることができ、梵天界に住することができると釈迦は説いている。

## 語源
『分別論註』によれば、無量(appamaññā)というのは、「対象となる衆生が無数であること」あるいは「対象とする個々の有情について（慈悲の心で）余すことなく完全に満たす」という遍満無量(pharaṇa-appamāṇa)の観点から、このように称する。

## 仏典の記載
三明経において釈迦は、「梵天界へ至る道」のひとつとして四無量心を説いている。

So mettāsahagatena cetasā ekaṃ disaṃ eritvā viharati tathā dutiyaṃ tathā tatiyaṃ tathā catutthiṃ.

Iti uddhamadho tiriyaṃ sabbadhi sabbattatāya1 sabbāvantaṃ lokaṃ mettāsahagatena cetasā vipulena mahaggatena appamāṇena averena avyāpajjhena pharitvā viharati.

Seyyathāpi vāseṭṭha balavā saṅkhadhamo appakasireneva cātuddisaṃ sarena viññāpeyya, 

evameva kho vāseṭṭha evaṃ bhāvitāya mettāya cetovimuttiyā yaṃ pamāṇakataṃ kammaṃ na taṃ tatrāvasissati, na taṃ tatrāvatiṭṭhati. Ayampi kho vāseṭṭha brahmuno2 sahavyatāya maggo.
彼は、慈を伴った心によって一つの方角を満たして過ごす。そのように、第二（＝悲）を。そのように、第三（＝喜）を。	そのように、第四（＝捨）を。

このように、上に下に、四方に、一切の処に、あらゆる世間を、広大で大きな、無量の、怨なき瞋なき慈をともなう心によって、満たして住ごす。

ヴァーセッタよ、これは力ある法螺貝ふきが、少ない努力で四方へ（音を）知らせられるようなものである。

ヴァーセッタよ、以上のように慈（悲/喜/捨）なる心解脱（ceto vimuttiyā）が修習されたとき、有量の業（pamāṇakata kamma）は残存せず、そこに留まらない。

ヴァーセッタよ、これこそが、梵天と住する道である。
—パーリ仏典, 長部 三明経, Sri Lanka Tripitaka Project
大ラーフラ教誡経においては、釈迦は沙弥ラーフラに対して四無量心を説いている。